# Fuerte Tucapel
El Fuerte de Tucapel, San Diego de Tucapel o San Ambrosio de Tucapel fue un fuerte ubicado en la actual comuna de Cañete, en Chile.
Fundada por Pedro de Valdivia en la primavera de 1553 y destruido por las huestes de Lautaro en diciembre del mismo año, en la llamada Batalla de Tucapel. Fue reconstruido por García Hurtado de Mendoza a fines de diciembre de 1557. Dotado de dos piezas de artillería, sirvió de refugio a los primeros habitantes de la ciudad de Cañete de la Frontera, fundada el año de 1558.
Desde 1963 es considerado Monumento nacional de Chile, en la categoría de Monumento Histórico.

## Historia
En la primavera de 1553 (en octubre, según Francisco Antonio Encina), Pedro de Valdivia funda el fuerte provisorio de Tucapel, consistiendo en una empalizada rodeada de un foso. Según el cronista Jerónimo de Vivar, el Fuerte Tucapel se encontraba emplazado «a siete leguas de Arauco, la que a su vez está a doce leguas de Concepción, lo que hace una distancia de diecinueve leguas desde Tucapel a Concepción.» A cargo de esta fortificación queda el capitán vasco Martín de Ariza, al mando de una guarnición de seis hombres. 
La primera destrucción del Fuerte Tucapel, fue provocada por mapuches durante los primeros días de diciembre de 1553, dos meses después de haber sido edificado:

«Venido el día y sabidos los indios que habían huído los españoles [a Purén] fueron a la casa [fuerte de Tucapel] y le pegaron fuego.»
Jerónimo de Vivar

El 18 de diciembre o 19 de diciembre de 1553, sale Pedro de Valdivia desde Concepción, con la intención de reedificar la recientemente destruida fortificación. Al llegar al fuerte, el 25 de diciembre, Valdivia fue atacado, derrotado y muerto por las huestes araucanas al mando de Lautaro, en la Batalla de Tucapel.
Cuatro años más tarde, el 6 de diciembre de 1557, el gobernador García Hurtado de Mendoza llega a las ruinas del fuerte, donde ordena levantarlo nuevamente, esta vez en piedra. La obra se prolongó por tres días, según Alonso de Góngora Marmolejo.
En febrero de 1558, el fuerte es atacado por los mapuches bajo el mando de Caupolicán, resultando los araucanos derrotados. Pocos días después el toqui Caupolicán es capturado, y empalado en un explanada ubicada en frente de la fortaleza.
Alonso de Rivera reconstruye el fuerte en 1603, luego de ser quemado a la muerte de Oñez de Loyola, acaecida en 1598. Pero en 1642 para cumplir lo establecido por las Paces de Quillín, el fuerte habría sido desmantelado, junto con todas las demás fortificaciones al sur del río Biobío, con excepción del Fuerte de Arauco.
Durante 1646, el gobernador Martín de Mujica, ordena el traslado del Tercio de Arauco, que debía mudarse al mismo sitio donde había existido el Fuerte de Tucapel. En 1647, Juan Diez de la Calle, informa que en el «Tercio de Tucapel», hay acuarteladas «tres compañías de caballo y cinco de infantería, con quinientas cuarenta plazas, a cargo del Maestre de Campo.»
El recién nombrado gobernador Diego de Ábila Coello y Pacheco ordena, en 1668, que se construya una ciudadela en las inmediaciones del fuerte, la que fue bautizada como «San Diego de Tucapel».
Producto del alzamiento araucano producido en 1723, el gobernador Gabriel Cano y Aponte, ordena el traslado del Fuerte de Tucapel y sus pobladores a Laja, lugar en donde se lo rebautizó como «Tucapel de la Laja»
El 12 de noviembre de 1868, el coronel Cornelio Saavedra Rodríguez ordena refundar la ciudad de Cañete, no en el lugar donde estuvo ubicada Cañete de la Frontera, sino que en el antiguo emplazamiento del Fuerte de Tucapel.

### Actualidad
En 1963, el fuerte fue declarado Monumento Nacional. En la actualidad funciona como museo al aire libre, con una pequeña exhibición de objetos, tanto españoles de la época del Chile colonial, como de la cultura mapuche de la época. Asimismo, es el destino final de la «Vía Ceremonial La Araucana», que comienza en el monumento a la clava, por el acceso Norte de la comuna, la cual posee fragmentos del poema La Araucana, obra de Alonso de Ercilla, a lo largo de todo su trayecto como ornamentación principal.